# Jamal Abdel Nasser-moskee
De Jamal Abdel Nasser moskee (Arabisch:  مسجد جمال عبد الناصر, Masjid Jamal 'abd an-Naser) is de grootste moskee in Ramallah, een stad in het centrale gedeelte van de Westelijke Jordaanoever. De moskee bevat 6 koepels en 6 minaretten en is vernoemd naar voormalig Egyptisch president Gamal Abdel Nasser.
Op 14 maart 2002 bezette het Israëlische defensieleger de moskee, gebruikte een van de minaretten als sluipschuttersplaats en doodde vanaf deze plek vier Palestijnen.